# Końskie wywczasy
Końskie wywczasy (również Wywczasy końskie) – obraz olejny autorstwa polskiego malarza Józefa Chełmońskiego, ukończony w 1879 roku. Znajduje  się w zbiorach Muzeum Narodowego w Warszawie.

## Historia
Józef Chełmoński namalował obraz Końskie wywczasy w 1879 podczas pobytu w Paryżu, w swoim najlepszym okresie twórczości. Dzieło zostało zakupione przez Muzeum Sztuk Pięknych w Warszawie (od 1916 roku Muzeum Narodowe w Warszawie) z siedzibą przy Alejach Jerozolimskich 3 i umieszczone zostało w kolekcji muzealnej „Zbiory Malarstwa Polskiego do 1914 roku”.
Między 21 listopada 1987 a 19 czerwca 1988 obraz był prezentowany na wystawie w Muzeum Narodowym w Poznaniu przy alei Karola Marcinkowskiego. W 2012 roku czasowo usunięto go z Muzeum Narodowego w Warszawie i przetransportowano do Domu Pracy Twórczej w Radziejowicach, gdzie obraz Targ na konie w Bałcie został zaprezentowany na specjalnej ekspozycji „Józef Chełmoński w Radziejowicach”. Po zakończeniu wystawy, w 2014 roku, powrócił do Warszawy.  26 września 2024 roku trafił do specjalnie przygotowanej sali w Muzeum Narodowym w Warszawie na potrzeby wystawy poświęconej twórczości Chełmońskiego, trwającej do 26 stycznia 2025 roku. Po jej zakończeniu obraz powróci na swoje stałe miejsce w muzeum.

## Opis
Na pierwszym planie znajdują się  konie różnych maści odpoczywające na ciemnozielonej trawie, spokojnie pasące się. Większość skierowane jest łbami w prawo. Ustawione są blisko siebie, tworzą rząd, którego zady układają się ukośnie, prowadząc wzrok w głąb obrazu w lewo. Z lewej strony kompozycji przedstawiony został pasterz ubrany w kożuch, trzymający w ręce bicz, pochylający się ku ziemi, przedstawiony jakby czegoś poszukiwał. W głębi, zarówno po lewej, jak i prawej stronie, widoczne są drewniane wozy drabiniaste. Niebo na horyzoncie ma odcień niebieskawy, stopniowo przechodzący przez liliowy pas w żółty ton ku górze. Ciemna kolorystyka obrazu, w połączeniu z barwami nieba, sugeruje porę zmierzchu, tuż przed zakończeniem dnia.
Obraz jest przedstawieniem sztuki realizmu. Płótno ma 58 cm wysokości i 152 cm szerokości, natomiast z masywną ramą ma wysokość 111,5 cm, szerokość 207,5 cm oraz grubość płótna wynoszącą 11 cm. W lewym dolnym rogu płótna znajduje się sygnatura: „Józef Chełmoński 1879 Paris”.